# Meik Wiking
Meik Wiking (* 1978) ist ein dänischer Autor und Glücksforscher.

## Leben
Wiking wuchs in der Kleinstadt Haderslev auf. Er studierte Geschichte an der Universität Kopenhagen und von 2002 bis 2007 Public Administration und Business Studies an der Universität Roskilde. Während dessen arbeitete er unter anderem für das dänische Außenministerium. Anschließend war er für die Denkfabrik Mondag Morgen tätig. 2013 gründete er in Kopenhagen das Institut für Glücksforschung. Er ist Forscher am World Database of Happiness und Mitbegründer des Lateinamerikanischen Netzwerks für Wohlbefinden und Lebensqualität. Im Jahr 2020 eröffnete er in Kopenhagen das Happiness Museum.
Er befasst sich insbesondere mit den Themen Glück, Wohlbefinden, Gemütlichkeit, Work-Life-Balance und skandinavischer Kultur. Seine Bücher zum Hygge-Konzept wurden weltweit millionenfach verkauft. 
Von der Times wurde Wiking als „Indiana Jones des Lächelns“ und wohl „glücklichster Mann der Welt“ bezeichnet.
Er lebt in Kopenhagen.

## Werke
- The Little Book of Hygge: The Danish Way to live well. Penguin Verlag, 2016, ISBN 978-0241283912.
  - Deutsche Übersetzung: Hygge. Ein Lebensgefühl, das einfach glücklich macht. Lübbe Verlag, 2016, ISBN 978-3-431-03976-4.
- The Little Book of Lykke: The Danish Search for the World's Happiest People. Penguin Verlag, 2017, ISBN 978-0241302019.
  - Deutsche Übersetzung: Lykke: Der dänische Weg zum Glück. Lübbe Verlag, 2017, ISBN 978-3-431-03995-5.
- The Art of Making Memories: How to Create and Remember Happy Moments. Penguin Verlag, 2019, ISBN 978-0241376058.
  - Deutsche Übersetzung: Die Kunst der guten Erinnerung und wie sie uns dauerhaft glücklicher macht. Lübbe Verlag, 2019, ISBN 978-3-7857-2663-1.
- My Hygge Home: How to Make Home Your Happy Place. Pengiun Verlag, 2022, ISBN 978-0241517970.
  - Deutsche Übersetzung: Mein Hygge Home: Ein Wohnbuch mit Herz und Seele. Lübbe Verlag, 2022, ISBN 978-3-431-07044-6.
- The Art of Danish Living: How to find happiness in and out of work. Penguin Verlag, 2024, ISBN 978-0241638279.
  - Deutsche Übersetzung: Hygge Work: Wie man mit dänischer Gelassenheit glücklicher im Job wird. Redline Verlag, 2024, ISBN 978-3-86881-982-3.